# Gmina Pieńsk
Die Gmina Pieńsk ['pʲɛɲsk] ist eine Stadt-und-Land-Gemeinde im Powiat Zgorzelecki der Woiwodschaft Niederschlesien in Polen. Sie hat etwa 9000 Einwohner. Ihr Sitz ist die gleichnamige Stadt (deutsch Penzig, obersorbisch Pjeńsk) an der Lausitzer Neiße mit nahezu 5800 Einwohnern. Die Gemeinde ist Mitglied der Euroregion Neiße und grenzt im Westen an Deutschland.

## Verwaltungsgeschichte
Die Landgemeinde wurde 1954 in Gromadas aufgelöst und 1973 wieder gebildet. Pieńsk erhielt 1962 volle Stadtrechte. Stadt- und Landgemeinde wurden 1990/1991 zur Stadt-und-Land-Gemeinde zusammengelegt. Von 1975 bis 1998 wurde der Powiat Zgorzelecki aufgelöst und die Gemeinde kam zur Woiwodschaft Jelenia Góra.

## Partnerschaften
Gemeindepartnerschaften bestehen mit der angrenzenden Gemeinde Neißeaue und seit Oktober 2008 mit Schleife bei Weißwasser. Zuvor bestanden mit der Gemeinde Schleife partnerschaftliche Beziehungen auf kultureller Ebene. Die Stadt Pieńsk unterhält eine Partnerschaft mit Rothenburg/O.L.

## Gliederung
Die Stadt-und-Land-Gemeinde (gmina miejsko-wiejska) Pieńsk umfasst ein Gebiet von 101 km². Dazu gehören neben der Stadt acht Dörfer mit Schulzenämtern (sołectwa):
- Bielawa Dolna (Nieder Bielau)
- Bielawa Górna (Ober Bielau)
- Dłużyna Dolna (Nieder Langenau)
- Dłużyna Górna (Ober Langenau)
- Lasów (Lissa)
- Stojanów (Nieder Penzighammer)
- Żarka nad Nysą (Sercha, 1937–1945: Burgundenau)
- Żarki Średnie (Sohra, 1937–1945: Kesselbach N.S.)

Weitere Ortschaften sind Sośniak, Strzelno (Schützenhain) und Szklenice (Glaserberg).
Die Wüstung Tormersdorf (Prędocice) liegt im Norden der Gemeinde.

## Persönlichkeiten
- Johann Gottfried Geißler (1726–1800), Pädagoge und Bibliothekar; geboren in Langenau
- Minna Reichert (1869–1946), Frauenrechtlerin und Politikerin; geboren in Nieder Bielau
- Gerd Tacke (1906–1997), Vorstandsvorsitzender der Siemens AG; geboren in Mittel-Sohra
- Ernst Koch (* 1930), lutherischer Theologe; geboren in Nieder Langenau.